# Arttu Mäkiaho
Arttu Mäkiaho, né le 16 septembre 1997 à Kajaani, est un coureur finlandais du combiné nordique.

## Biographie
Il est membre du club Kainuun Hiihtoseura.
Sa première année internationale a lieu en 2013 où il fait ses débuts en coupe du monde
en sprint par équipes à Lahti. Il marque ses premiers points en décembre 2016 avec une 28e et une 19e place. Aux Championnats du monde junior 2017, à Park City il gagne une médaille d'or et une médaille d'argent en individuel. En 2017, il obtient aussi une première sélection en championnat du monde sénior devant le public finlandais de Lahti.
En novembre 2017, devant son public de Ruka, il obtient son premier top dix en Coupe du monde avec une dixième place. Plus tard dans l'hiver, il est troisième d'une épreuve par équipes à Chaux-Neuve, pour obtenir son premier podium dans cette compétition.
Aux Jeux olympiques d'hiver de 2018, à Pyeongchang, il est 36e et 38e en individuel. Un an plus tard, aux Championnats du monde de Seefeld, il est notamment 23e en individuel (grand tremplin).

## Palmarès

### Jeux olympiques d'hiver
| Épreuve / Édition   | Individuel     | Individuel     | Par équipes Grand tremplin |
| Épreuve / Édition   | Petit tremplin | Grand tremplin | Par équipes Grand tremplin |
| JO 2018 Pyeongchang | 36e            | 38e            | -                          |
| JO 2022 Pékin       | 23e            | 24e            | 8e                         |

### Championnats du monde
| Épreuve / Édition     | Gundersen      | Gundersen      | Relais | Sprint par équipes |
| Épreuve / Édition     | Petit tremplin | Grand tremplin | Relais | Sprint par équipes |
| Mondiaux 2017 Lahti   | 38e            |                |        |                    |
| Mondiaux 2019 Seefeld | 31e            | 23e            | 5e     |                    |

### Coupe du monde
- Meilleur classement général : 34e en 2018.
- Meilleur résultat individuel : 10e.
- 1 podium par équipes.

#### Classements en Coupe du monde
| Année     | Classement général final |
| 2016-2017 | 58e                      |
| 2017-2018 | 34e                      |
| 2018-2019 | 39e                      |
| 2019-2020 | -                        |
| 2020-2021 | -                        |
| 2021-2022 | 38e                      |

### Championnats du monde junior
- Utah 2017 :
  -  Médaille d'or sur l'épreuve individuelle (Gundersen, 10 km).
  -  Médaille d'rgent sur l'épreuve individuelle (Gundersen, 5 km).